# Túl a Tiszán faragnak az ácsok
A Túl a Tiszán faragnak az ácsok (más szövegkezdettel Kertem alatt faragnak az ácsok) népies dal, melyet szívesen játszanak cigányzenekarok és lakodalmasrock-együttesek. Szövegét és zenéjét Matók Béla írta. Vidor Pál: A száraz malom című népszínművében mutatták be 1883-ban a Népszínházban.

## Kotta és dallam
| Túl a Tiszán faragnak az ácsok, idehallik a kopácsolások, eredj, lányom, kérdezd meg az ácsot, ád-e csókért egy kötény forgácsot. | Édesanyám, kérdeztem az ácsot. Méregdrágán méri a forgácsot. Kilenc csókot adtam neki érte, tizediket ráadásul kérte. |

## Felvételek
Videók:
- A Két Zsivány (www.network.hu)
- Ferenczi Béla 2'14''–3'45'' (YouTube)
- Szalay László (YouTube)
- SÓGOR együttes 0'00''–1'31'' (YouTube)

Audió:
- ének, szöveg (magyarnóta.com)
- Kunszállási Róna Együttes Archiválva 2014. szeptember 3-i dátummal a Wayback Machine-ben (musicMe)
- ének Archiválva 2014. szeptember 3-i dátummal a Wayback Machine-ben (Népdal információ)
- cigányzenekar Archiválva 2014. szeptember 3-i dátummal a Wayback Machine-ben (Népdal információ)

Feldolgozások:
- kredenc (YouTube)